# Modèle de circulation générale
Pour les articles homonymes, voir GCM.

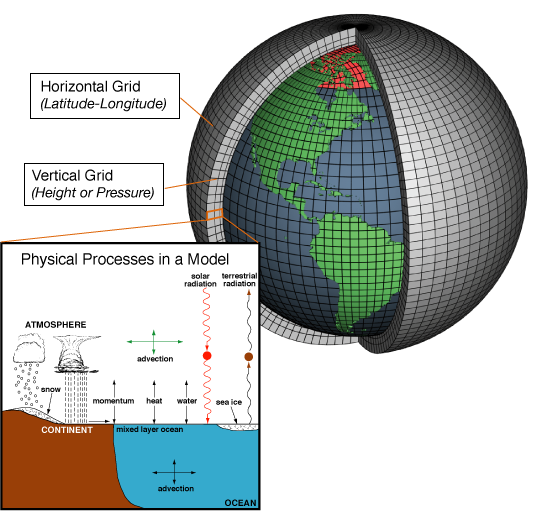
Modèle de circulation générale GEOS-5 (Goddard Earth Observing System Model) développé par la NASA.

Un modèle de circulation générale (en anglais, general circulation model ou GCM) est un modèle climatique. Il s'appuie sur les équations de Navier-Stokes, appliquées à une sphère en rotation ainsi que sur des équations d'équilibre de la thermodynamique pour inclure les sources d'énergie (rayonnement, changement de phase). Ceci permet de simuler à la fois la circulation atmosphérique mais aussi la circulation océanique. Ces équations sont ensuite codées pour être utilisée par des superordinateurs.
Ces modèles de circulation générale sont utilisés pour les prévisions atmosphériques, pour l'étude du climat et du changement climatique.

## Terminologie
En anglais, l'acronyme GCM signifiait à l'origine modèle de circulation générale, mais on parle également de plus en plus de modèle climatique global en utilisant le même acronyme.
Les modèles de circulation générale désignent un vaste ensemble de modèles comprenant notamment :
- Les modèles de circulation générale atmosphérique ou AGCM ;
- Les modèles de circulation générale océanique ou OGCM ;
- Les modèles de circulation générale océan-atmosphère (couplés) ou AOGCM.

Les modèles climatiques désignent la dernière catégorie, c'est-à-dire les modèles couplés. Aujourd'hui, les modèles climatiques incluent également des modèles de glace continentale, des modèles de surface continentale, des modèles de biogéochimie marine, des modèles de chimie atmosphérique, etc. Du fait de cette complexité et de l'étendue des processus physiques et chimiques représentés dans les modèles climatiques actuels, on parle de plus en plus de "Modèles du Système Terre" désignés par l'acronyme ESM (pour Earth system model).

## Histoire
En 1956, Norman Philips développe pour la première fois un modèle climatique qui décrit de manière convaincante la circulation troposphérique. À sa suite, de nombreux GCM sont élaborés. Le premier qui combine à la fois les processus atmosphériques et océaniques est développé dans les années 1960 par le laboratoire NOAA Geophysical Fluid Dynamics Laboratory.

## Structure
Les GCM utilisent d'une part les équations de Navier-Stokes discrétisées auxquelles on ajoute des paramétrisations pour rendre compte des phénomènes sur des échelles fines. Cela peut-être le cas des ondes de gravité, de l'interaction avec la surface, l'albédo... On complète ce système avec des équations décrivant les changements d'état, l'effet de serre, etc.
D'un modèle à un autre, la complexité peut varier énormément. Les modèles les plus simples son axi-symétriques et modélisent le flux d'énergie solaire par un flux thermique proportionnel à l'écart à une température d'équilibre.
Une seconde étape consiste à modéliser les gaz à effet de serre (gray-radiation), les flux d'humidité et les changements de phase (par exemple avec une aqua-planète, c'est-à-dire une planète océan).
Par la suite, on peut ajouter un ou plusieurs continents, un cycle diurne/nocturne et saisonnier etc.

## Les modèles climatiques du CMIP

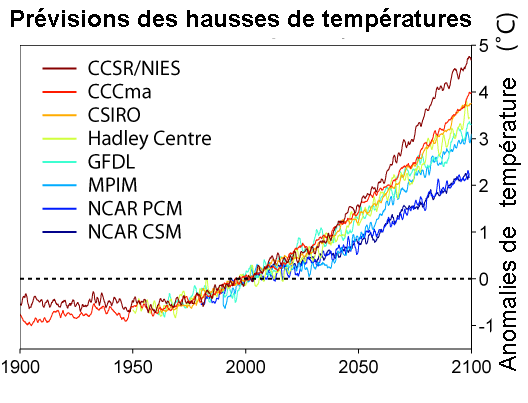
Les prévisions de quelques-uns des super-modèles développés par les centres météorologiques nationaux suivant les scénarios du SRES (GIEC)

Le projet d'intercomparaison des modèles couplés (Coupled Model Intercomparison Project - CMIP) organisé sous l'égide du groupe de travail du programme mondial de recherche sur le climat (WCRP) a démarré en 1997 avec la comparaison des performances de cinq modèles climatiques couplant la circulation atmosphérique avec une dynamique océanique, une surface continentale simple et une glace océanique thermodynamique. Aujourd'hui, le CMIP s'occupe d'organiser le développement des modèles climatiques, de manière cohérente au niveau des données de sortie, de l'historique des expériences menées et des lacunes scientifiques. Ces modèles climatiques sont développés dans de nombreux pays.
Aujourd'hui, ces résultats font office de référence presque au même titre que les réanalyses météorologiques. Cependant, un modèle isolé donne très souvent des résultats dont la variabilité est aléatoire et donc indésirable pour mettre en valeur des tendances. Le plus souvent, on utilise les variations moyennées sur l'ensemble des modèles. C'est pourquoi il est important que de nombreux modèles soient développés de manière indépendante par les différents centres.
Pour tester ces modèles, on les utilise pour modéliser des scénarios connus grâce à la connaissance de l'histoire du climat ou bien en observant la manière dont ils rendent compte de certains phénomènes connus tels que El Niño.
| Centre de modélisation | ID de l'Institut                       | Nom du modèle                                                             | Nationalité  |
| --- | -------------------------------------- | ------------------------------------------------------------------------- | ------------ |
| Commonwealth Scientific and Industrial Research Organization (CSIRO) and Bureau of Meteorology (BOM), Australia                                                           | CSIRO-BOM                              |                                                                           | Australie    |
| Beijing Climate Center, China Meteorological Administration | BCC                                    | BCC-CSM1.1 BCC-CSM1.1(m)                                                  | Chine        |
| Instituto Nacional de Pesquisas Espaciais (National Institute for Space Research)                                                                                         | INPE                                   | BESM OA 2.3                                                               | Brésil       |
| College of Global Change and Earth System Science, Beijing Normal University                                                                                              | GCESS                                  | BNU-ESM                                                                   | Chine        |
| Centre canadien de la modélisation et de l'analyse climatique | CCmaC/CCCMA                            | CanESM2 CanCM4 CanAM4                                                     | Canada       |
| University of Miami - RSMAS | RSMAS                                  | CCSM4(RSMAS)                                                              | États-Unis   |
| National Center for Atmospheric Research | NCAR                                   | CCSM4                                                                     | États-Unis   |
| Community Earth System Model (en) Contributors | NSF-DOE-NCAR                           | CESM1(BGC) CESM1(CAM5) CESM1(CAM5.1,FV2) CESM1(FASTCHEM) CESM1(WACCM)     | États-Unis   |
| Center for Ocean-Land-Atmosphere Studies and National Centers for Environmental Prediction                                                                                | COLA and NCEP                          | CFSv2-2011                                                                | États-Unis   |
| Centro euro-Mediterraneo sui Cambiamenti Climatici | CMCC                                   | CMCC-CESM CMCC-CM CMCC-CMS                                                | Italie       |
| Centre national de recherches météorologiques / Centre européen de recherche et de formation avancée en calcul scientifique                                               | CNRM-CERFACS                           | CNRM-CM5                                                                  | France       |
| Centre national de recherches météorologiques / Centre européen de recherche et de formation avancée en calcul scientifique                                               | CNRM-CERFACS                           | CNRM-CM5-2                                                                | France       |
| Commonwealth Scientific and Industrial Research Organization in collaboration with Queensland Climate Change Centre of Excellence                                         | CSIRO-QCCCE                            | CSIRO-Mk3.6.0                                                             | États-Unis   |
| EC-EARTH consortium | EC-EARTH                               | EC-EARTH                                                                  | Europe       |
| LASG, Institute of Atmospheric Physics, Chinese Academy of Sciences and CESS, Tsinghua University                                                                         | LASG-CESS                              | FGOALS-g2                                                                 | Chine        |
| LASG, Institute of Atmospheric Physics, Chinese Academy of Sciences | LASG-IAP                               | FGOALS-gl FGOALS-s2                                                       | Chine        |
| The First Institute of Oceanography, SOA, China | FIO                                    | FIO-ESM                                                                   | Chine        |
| NASA Global Modeling and Assimilation Office | NASA GMAO                              | GEOS-5                                                                    | États-Unis   |
| NOAA Geophysical Fluid Dynamics Laboratory | NOAA GFDL                              | GFDL-CM2.1 GFDL-CM3 GFDL-ESM2G GFDL-ESM2M GFDL-HIRAM-C180 GFDL-HIRAM-C360 | États-Unis   |
| NASA Goddard Institute for Space Studies | NASA GISS                              | GISS-E2-H GISS-E2-H-CC GISS-E2-R GISS-E2-R-CC                             | États-Unis   |
| National Institute of Meteorological Research/Korea Meteorological Administration                                                                                         | NIMR/KMA                               | HadGEM2-AO                                                                | Corée du Sud |
| Met Office Hadley Centre (additional HadGEM2-ES realizations contributed by Instituto Nacional de Pesquisas Espaciais)                                                    | MOHC (additional realizations by INPE) | HadCM3 HadGEM2-CC HadGEM2-ES HadGEM2-A                                    | Brésil       |
| Institute for Numerical Mathematics | INM                                    | INM-CM4                                                                   | Russie       |
| Institut Pierre-Simon Laplace | IPSL                                   | IPSL-CM5A-LR IPSL-CM5A-MR IPSL-CM5B-LR                                    | France       |
| Japan Agency for Marine-Earth Science and Technology, Atmosphere and Ocean Research Institute (The University of Tokyo), and National Institute for Environmental Studies | MIROC                                  | MIROC-ESM MIROC-ESM-CHEM                                                  | Japon        |
| Atmosphere and Ocean Research Institute (The University of Tokyo), National Institute for Environmental Studies, and Japan Agency for Marine-Earth Science and Technology | MIROC                                  | MIROC4h MIROC5                                                            | Japon        |
| Institut Max-Planck de météorologie (Max-Planck-Institut für Meteorologie)                                                                                                | MPI-M                                  | MPI-ESM-MR MPI-ESM-LR MPI-ESM-P                                           | Allemagne    |
| Meteorological Research Institute | MRI                                    | MRI-AGCM3.2H MRI-AGCM3.2S MRI-CGCM3 MRI-ESM1                              | Japon        |
| Nonhydrostatic Icosahedral Atmospheric Model Group | NICAM                                  | NICAM.09                                                                  | Japon        |
| Norwegian Climate Centre | NCC                                    | NorESM1-M NorESM1-ME                                                      | Norvège      |